# Folyadékháztartás
Az emberi homeosztázis egyik alapvető koncepciója a folyadékháztartás, ami egyensúlyi helyzetben azt jelenti, hogy a szervezet által veszített folyadék mennyisége megegyezik a szervezet által felvett folyadék mennyiségével. A szervezetben jelen lévő víz teljes mennyiségét az euvolemia jelöli.
Az emberi test tömegének több mint a fele víz, felnőtt férfiaknál 60%, nőknél – a nagyobb testzsír-százalék miatt – 50%, míg a csecsemőknél 70%. Ennek 34%-a sejten kívüli, 66%-a sejten belüli víz. A sejten kívüli víztér egy része az érpályán belül, másik része az érpályán kívül helyezkedik el. A felnőtt ember sejtjei összesen kb. 28 liter folyadékot tartalmaznak.
A víz az egyik alapvető lételem, amíg az ember élelmiszer nélkül 4-6 hetet bír ki, víz nélkül csupán néhány napig marad életben. A folyadékháztartás egyensúlyának fenntartásához szükséges víz mennyisége egyénenként változó, és a testmozgás, a szervezet működése, a környezeti feltételek (hőmérséklet, páratartalom) függvénye. Például az Egyesült Államokban a napi ajánlott folyadékbevitel 3,7 liter a 18 évnél idősebb férfiaknak, és 2,7 liter nőknek. Ebbe a mennyiségbe beletartozik az élelmiszerekben lévő folyadék, a különféle italok és a megivott víz is. Ez némileg ellentmond annak a széles körben elterjedt hiedelemnek, miszerint mindenkinek naponta két liter vizet meg kellene inni – 2002 és 2008 között számos kutatást végeztek ezen a téren, amelyek nem támasztják alá ezt. Példának okáért, a melegebb éghajlati öveken élőknek jóval több vízre van szüksége, csakúgy azoknak, akik nehéz fizikai munkát végeznek, vagy sportolnak.
A megfelelő folyadékbevitel, a folyadékháztartás egyensúlyának fenntartása igen fontos számos fiziológiás folyamat normális működéséhez és az embernek rendszeres folyadékbevitelre van szüksége a szervezet működése közben (izzadás, légzés, vizelés) elvesztett folyadék pótlására. A nap közben elfogyasztott élelmiszerekkel mintegy 0,5 – 1 l víz jut be a szervezetbe, míg a fehérje, zsír és szénhidrát-metabolizmus során további 0,25-0,4 l keletkezik. Ezek alapján a napi ajánlott folyadékbevitel férfiaknak kb. 2-3 liter, nőknek napi 1-2 liter.

## Szervezet vízháztartása
A szervezet vízháztartását, folyadék felvételét és leadását összetett idegi- és hormonális folyamatok szabályozzák. A napi vízforgalom felnőttek esetében a teljes vízkészletükre vonatkoztatva 6%, csecsemőknél ez 20%. A víz fontosságát az mutatja legjobban, hogy szinte az összes, a szervezetünkben lezajló élettani folyamathoz vízre van szükség. Így például a nyál, az epe, a hasnyál és egyéb más emésztőenzimek termelődéséhez, az emésztéshez, a felszívódáshoz, a tápanyagszállításhoz, a testszövetek felépítéséhez és regenerációjához, a testhőmérséklet folyamatos fenntartásához, valamint az anyagcsere során keletkezett bomlástermékek kiválasztásához és a szervezetből való kiürítéséhez. Emiatt a szomjazást sokkal nehezebben és csak rövid ideig képes tolerálni a szervezetünk, mint az éhezést. Egy találó megfogalmazás szerint a víz a legfontosabb „táplálékunk”. Normál időjárási körülmények között a felnőtt emberek átlagosan nagyjából 2,5–3 liter folyadékot vesznek fel és veszítenek el naponta.

## Folyadékszükséglet
A folyadékszükséglet tudományos meghatározására számos élettani mérés és számítás történt. Gyakori, hogy a folyadékigényt a testfelszín nagyságából határozzák meg. Legegyszerűbben mégis a testtömeget alapul véve lehet kiszámolni a saját, vagy családtagjaink folyadék szükségletét. Kisgyermekeknél ez megközelítőleg 110 ml/ttkg, 10 év alatti gyermekeknél 40 ml/ttkg, míg felnőtteknél 22-38 ml/ttkg. Ennél jóval nagyobb folyadékigény lép fel magasabb energiaforgalomnál, bőséges fehérjebevitel esetén, nagy konyhasótartalmú élelmiszer fogyasztás során, továbbá nagy melegben, vagy rendkívül száraz és hideg időjárás esetén. Extrém meleg környezetben, a bőrön keresztül történő intenzív párolgás miatt feljegyeztek már 10 literes folyadékfogyasztást is. A betegségek, különösen akkor, ha lázzal és/vagy hányással, hasmenéssel járnak, szintén többszörösére emelhetik a szokásos folyadékszükségletet.

### Napi folyadékszükséglet
Az átlagos mindennapjaink során, a teljes folyadékszükségletünk legjelentősebb részét (kb. 1500 ml-t) folyadék formájában vesszük fel, de szintén nagy mennyiség, kb. 800 ml származik a táplálékok szabad és kötött víztartalmából. Gondoljunk csak arra, hogy igen jelentős víztartalmuk van a gyümölcsöknek és a zöldségféléknek (80% feletti), valamint számottevő mennyiség található a húsokban, halakban, húskészítményekben is (60% felett). A tápanyagok elégetésekor átlagosan további 200 ml víz képződik. A veséink által kiválasztott napi vizelet mennyisége kb. 1400 ml. Viszonylag sok vizet párologtatunk el (300 ml) a légzés folyamán és a bőrön keresztüli vízveszteségünk (párolgás), izzadás nélkül is legalább 600 ml naponta, a széklet víztartalma megközelítőleg 300 ml. Vagyis az összesen felvett folyadék mennyisége megegyezik a leadott, illetve kiválasztott víz mennyiségével, ebben az esetben tehát folyadékegyensúly áll fenn. A szervezet belső vízállományában bekövetkező legkisebb változások erőteljesen befolyásolják a sóháztartást is, és fordítva. A víz-, vagy a sóháztartás jelentős eltérései súlyos, akár életveszélyes anyagcsere- zavarokat idézhetnek elő (kiszáradás, vízmérgezés). A folyadékigény erősen függ a külső és belső hőmérséklettől, a levegő páratartalmától, a fizikai aktivitástól a táplálkozástól és a verejtékezés nagyságától. A folyadékfelvételi igényünk legjobb „jelzőrendszere” a szomjúságérzet kialakulása. A kisgyermekek és az idős emberek viszont kevésbé érzik a szomjúságot az átlag populációnál, ezért a szokásosnál gyakrabban kell őket folyadékkal kínálni, a kiszáradás megelőzése érdekében.

### Folyadékszükséglet kielégítése
A folyadékszükséglet legegyszerűbb és leginkább hatékony kielégítése természetesen a friss és tiszta ivóvíz fogyasztásával történik. A ivóvíz mellett elsősorban folyadékokkal – ásványvízzel, lédús gyümölcsökkel (például: cseresznye, meggy, görögdinnye, stb.), gyümölcslevekkel, üdítőitalokkal, tej és tejes italokkal, teákkal, levesekkel egészíthető ki. Az ivóvíz – csekély és változó mennyiségben – mindig tartalmaz oldott ásványi anyagokat, pl. kalciumot, magnéziumot, káliumot, nátriumot és néhány mikroelemet (mangánt, fluort, vasat, cinket).

### Ivóvíztulajdonságai
Az ivóvíz oldott ásványisó- és mikroelem tartalmát jelentősen befolyásolja, hogy milyen talajból származik és milyen talajrétegeken halad keresztül a kinyerésének a pillanatáig. Minden településen, vagy régióban más és más az ivóvíz íze, melyet elsősorban a benne lévő oldott anyagok fajtája és mennyisége határoz meg. A vízminőséget befolyásolja továbbá a vízellátó rendszerek, csőhálózatok állapota, valamint az alkalmazott vízfertőtelítési eljárások. 
- A kemény vizekből jelentős mennyiségű oldott kalcium és magnézium mutatható ki, ez a legfőbb oka a háztartási gépekben tapasztalható vízkövesedésnek.
- Az ún. lágyvizek a keményvizektől leginkább a nagy nátriumtartalmukban különböznek. A lágyvizek ugyan kíméletesek a háztartási gépekkel, de előfordulhat, hogy a vízvezetékcsövekből kioldanak különböző nehézfémet (pl. ólmot).
- Az ásványvizek piacán Magyarországon az elmúlt években igen nagy kereslet mutatkozott. Mégis kevesen tudják, hogy csak az a víz tekinthető valódi ásványvíznek, amelyben literenként legalább 1000 mg oldott ásványi só van (pl. Anna-víz, Apenta, Balfi, Borsodi, Büki, Csokonai, Fonyódi, Hajdúszoboszlói, Kerekdombi, Kékkúti ásványvíz, valamint a Harmatvíz, Kristályvíz, Mohai Ágnes víz, Parádi víz). Rendszeres fogyasztásuk a szervezet folyadék- és ásványisó-pótlást egyaránt szolgálja. A természetes vagy hozzáadott szénsavtartalmuk tovább növeli az üdítő, frissítő hatásukat. Ezen kívül a szénsav hatékonyan növeli az ásványvizek jó mikrobiológiai állapotát, ezáltal az eltarthatóságát.
- A gyógyvizek az ásványvizek speciális, különleges csoportjába tartoznak, melyeknek orvosilag is bizonyított jótékony hatásuk van. Számos közülük jótékony lehet a székrekedés megelőzésére, vagy az enyhe bélhurut kezelésére, epepangás megelőzésére. Ilyen pl. a Hunyadi, Ferenc József, Igmándi, Mira víz, kedvező élettani hatásukat az oldott keserűsónak, illetve a glaubersónak köszönhetik. Elvitathatatlan tény azonban, hogy a székrekedés megelőzésében elsődleges szerepe a rostokban gazdag táplálkozásnak van, és nem a gyógyvizeknek.

### Rostfogyasztás és folyadék
A bőséges rostfogyasztáshoz szükség van sok folyadékra is, hiszen 1 gramm élelmi rost képes akár 1 dl vizet is megkötni a szervezetünkben. Hazánkban az ivóvizek többsége jódhiányos, ezért jódozzák a konyhasót. A sóshartyáni Jódaqua bőséges jódtartalmával hatékonyan alkalmazható a jódszegény vidékeken a jódhiányos golyva megelőzésére (naponta 1 kávéskanálnyi adagban). Az egyik legismertebb gyógyvíz a Salvus víz, melynek kedvező hatását a gyomorsav-túltengésben szenvedők ismerik leginkább. Magyarországon az ásványvizek mellett a különböző gyümölcslevek fogyasztási tendenciái is emelkednek ugyan, de még mindig messze az európai átlag alatt vannak. Táplálkozásélettani szempontból jelentős különbség van a gyümölcslé, a nektár és a gyümölcsital között.

### Gyümölcslevek
Legértékesebbnek a valódi gyümölcslé (100%-os) tekinthető, míg a legkevesebb biológiailag értékes anyagot a (5-15%-os gyümölcstartalmú) gyümölcsitalok, illetve gyümölcsös üdítőitalok tartalmazzák. Gyümölcsnektároknak az olyan terméket nevezzük, amelyet vízzel és egyéb megengedett adalékanyagokkal 25-50% gyümölcshányadra hígítanak. Táplálkozástudományi szempontból az alacsony gyümölcstartalmú italok és a szintetikus, cukorral készített üdítőitalok ún. „luxuskalóriát” jelentenek csupán a szervezet számára, mert egy pohár (3 dl) italban 30-40 g cukor (123-164 kcal) is lehet. Ezért a túlsúllyal küzdő embereknek még mértékkel sem ajánlható a fogyasztásuk. A light, illetve a fitness, wellness (csökkentett cukortartalmú) készítményekből napi 2-3 dl fogyasztása általában megengedhető a fogyókúrázóknak, de cukorbeteg egyéneknek ebből sem tanácsos sokat fogyasztani. (A napi megengedett szénhidrát mennyiségbe mindig bele kell számítani a light gyümölcslevek természetes cukortartalmát.) A friss gyümölcslevek fontos komponense a C-vitamin, amely többek között a kollagén szintézisben és az ellenálló képesség fokozásában játszik szerepet. Sajnos a hőkezelés és a hosszú tárolási idő egyaránt erősen csökkenti a C-vitamin mennyiségét a fogyasztásra szánt kereskedelmi célú termékekben.
A friss gyümölcsökből származó folsav, b-karotin, flavonoidok, antocianinok, fenolsavak fokozzák a szervezet természetes védekezőképességét pl. a fertőző-, és a daganatos megbetegedések ellenében. A bioaktív anyagok mennyiségét a feldolgozás, a hőkezelés, a tárolási idő ugyancsak csökkenti, emiatt a friss gyümölcsök fogyasztását semmi esetre sem célszerű gyümölcslevekkel helyettesíteni. A nyári hőség közepette viszont helye lehet a táplálkozásunkban a gyümölcsalapú jégkrémeknek (sorbet) is, melyeknek legalább egynegyed része gyümölcs és nem tartalmaz hozzáadott zsiradékot. 
A napjainkban elterjedt energiaitalok arra hivatottak, hogy az izzadással elvesztett folyadékkal együtt az elektrolit veszteséget (kalcium, magnézium, nátrium, klorid, foszfát) is pótolják. Ezekben a termékekben sokszor jelentős mennyiségű koffein is található, ezért érdemes a fogyasztásukat friss és szintén üdítő gyümölcslevekkel kiváltani. A koffeinmentes, optimális sportital izotóniás, szénhidrátok mellett elektrolitokat és ásványi anyagokat tartalmaz a szervezet gyors regenerálódása érdekében. Folyadékveszteségünk pótlására ma már megszámlálhatatlanul sok divatos ital áll a rendelkezésünkre, de egyik termék fogyasztását sem célszerű túlzásba vinnünk. Tartsuk továbbra is szem előtt, hogy a szomjúságérzetünk oltására ideális – továbbra is – a kristálytiszta víz.

### Fordítás
Ez a szócikk részben vagy egészben  a   Fluid balance című angol Wikipédia-szócikk ezen változatának fordításán alapul.  Az eredeti cikk szerkesztőit annak laptörténete sorolja fel. Ez a jelzés csupán a megfogalmazás eredetét és a szerzői jogokat jelzi, nem szolgál a cikkben szereplő információk forrásmegjelöléseként.

### További szakirodalom
- Maton, Anthea    bj, Jean Hopkins, Charles William McLaughlin, Susan Johnson, Maryanna Quon Warner, David LaHart, Jill D. Wright. Human Biology and Health. Englewood Cliffs, New Jersey, USA: Prentice Hall (1993). ISBN 0-13-981176-1

- A folyadékháztartás élettana - SOTE. (Hozzáférés: 2012. április 2.)